# TS Galaxy
Der Tim Sukazi Galaxy Football Club ist ein südafrikanischer Fußballverein mit Sitz in Kameelrivier (Nkangala District Municipality) in der Nähe von Siyabuswa in der Provinz Mpumalanga, der in der Premier Soccer League spielt. Der Verein ist nach seinem Besitzer Tim Sukazi benannt.

## Geschichte
Die Rockets, wie TS Galaxy auch genannt wird, wurden 2015 gegründet und spielten drei Spielzeiten lang in der SAFA Second Division, bevor sie 2018 die Lizenz der Cape Town All Stars in der National First Division erwarben und damit in der zweithöchsten Spielklasse antreten konnten. Die Rockets schrieben in ihrer ersten Saison in der First Division Geschichte, als sie den Nedbank Cup gewannen als sie im Finale 2018/19 des Cups die Kaizer Chiefs mit 1:0 besiegten. Damit waren sie die erste Mannschaft im südafrikanischen Fußball, die als Team der First Division, den Nedbank Cup gewinnen konnten. Nach dem Gewinn des Nedbank Cups nahm der TS Galaxy FC am CAF Confederation Cup 2019/20 und damit erstmals an einem interkontinentalen Wettbewerb teil.
Im September 2020 erwarb der Verein die PSL-Lizenz von Highlands Park FC und traten in der Saison 2020/21 erstmals in der südafrikanischen Premier Division an, wo er den neunten Platz belegte. Außerdem wurde der Standort des Vereins von Sandton in Gauteng nach Mpumalanga verlegt.

## Erfolge
- Nedbank Cup: 2019

## Bekannte Trainer
- Sead Ramović